# Форт-Нокс (Мэн)
Форт-Нокс (англ. Fort Knox) — форт на западном берегу реки Пенобскот, расположенный в 8 км от устья, с 1970 года — национальный исторический памятник. Построенный в 1844—1869 годах, форт стал первым, построенным из гранита, а не дерева, на территории Мэна. Гранит добывался на горе Уолдо в 7 км от места строительства.
Название этот форт получил в честь Генри Нокса.
Сегодня Форт Нокс находится на территории парка в городе Проспект.